# Yalennis Castillo

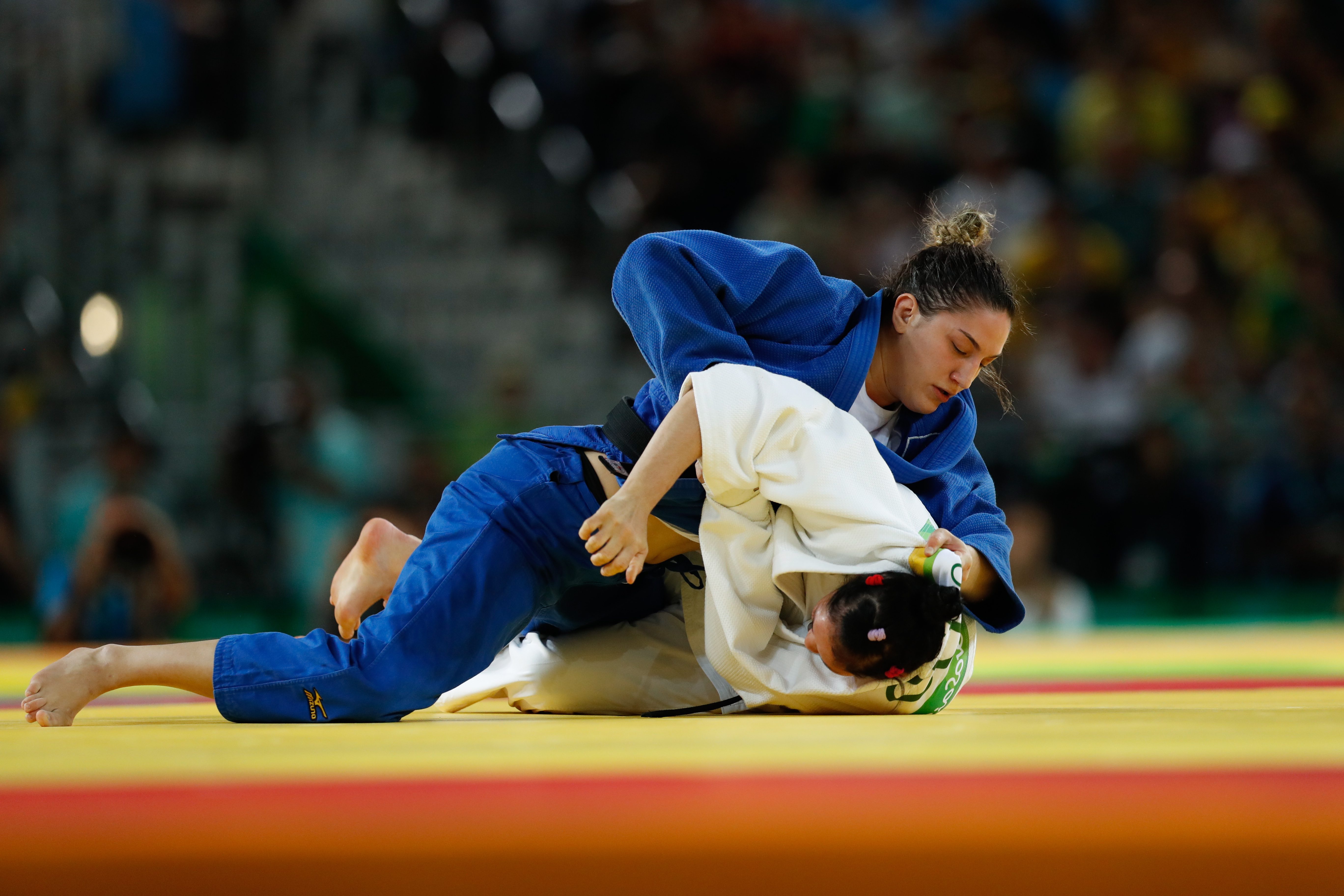
Mayra Aguiar im blauen Anzug besiegt Yalennis Castillo bei den Olympischen Spielen 2016

Yalennis Castillo Ramírez (* 21. Mai 1986 in La Melba, Municipio Moa, Provinz Holguín) ist eine ehemalige kubanische Judoka. Sie gewann 2008 eine olympische Silbermedaille.

## Sportliche Karriere
Die 1,74 m große Castillo gewann bei den Panamerikanischen Meisterschaften 2004 je eine Bronzemedaille im Halbschwergewicht und in der offenen Klasse. 
Von 2005 bis Mai 2008 kämpfte Castillo im Mittelgewicht. 2006 siegte sie bei den Panamerikanischen Meisterschaften. 2007 gewann sie den ersten ihrer fünf kubanischen Landesmeistertitel. Bei den Judo-Weltmeisterschaften 2007 belegte sie den siebten Platz. Im Mai 2008 unterlag sie im Finale der Panamerikanischen Meisterschaften in Miami der Brasilianerin Mayra Aguiar. Bei derselben Veranstaltung siegte die Kubanerin Yurisel Laborde im Halbschwergewicht, Laborde beantragte nach den Meisterschaften politisches Asyl in Miami.
Castillo rückte auf den frei gewordenen Olympiastartplatz im Halbschwergewicht und kämpfte für den Rest ihrer Karriere in dieser Gewichtsklasse. Bei den Olympischen Spielen in Peking gewann sie vier Kämpfe und erreichte damit das Finale, in dem sie gegen die Chinesin Yang Xiuli unterlag. 2010 verlor sie wie 2008 im Finale der Panamerikanischen Meisterschaften gegen Mayra Aguiar, die ebenfalls die Gewichtsklasse gewechselt hatte. 2011 gewann Castillo Bronzemedaillen bei den Panamerikanischen Meisterschaften und bei den Panamerikanischen Spielen. 2012 unterlag sie einmal mehr Mayra Aguiar im Finale der Panamerikanischen Meisterschaften. Die Olympischen Spiele 2012 verpasste sie wegen einer Verletzung, 2013 wurde sie Mutter.
2014 kehrte Yalennis Castillo zurück auf die Judomatte. Sie gewann die Panamerikanischen Meisterschaften und belegte den siebten Platz bei den Judo-Weltmeisterschaften 2014. 2015 gewann sie wie 2011 Bronzemedaillen bei den Panamerikanischen Meisterschaften und bei den Panamerikanischen Spielen. Auch 2016 belegte sie den dritten Platz bei den Panamerikanischen Meisterschaften. Bei den Olympischen Spielen in Rio de Janeiro unterlag sie im Viertelfinale der Slowenin Anamari Velenšek, nach einem Sieg in der Hoffnungsrunde über die Ungarin Abigél Joó unterlag sie im Kampf um die Bronzemedaille ihrer alten Rivalin Mayra Aguiar.